# Niki Karimi
Niki Karimi (in persiano نیکی کریمی‎; Teheran, 10 novembre 1971) è un'attrice iraniana attiva anche come regista e sceneggiatrice.

## Biografia
Nata nel 1971, si è affermata come parte della prima generazione di donne attrici emersa nel cinema iraniano post-rivoluzionario, durante i primi anni '90, della quale è stata tra le principali esponenti, assieme a Mitra Hajjar, Fatemeh Motamed Aria ed Hediyeh Tehrani. Tra le più popolari attrici iraniane di quel decennio, ha costruito la sua immagine con ruoli di mogli subordinate al marito in lotta con le imposizioni della società e che, pur non riuscendo a emanciparsi definitivamente, terminavano il film con una maggiore autocoscienza di quella con cui erano partite. Il contrasto tra «profilo scolpito [e] occhi da bambina innocenti, luminosi, spalancati» dell'attrice rifletteva secondo lo storico del cinema Ḥamīd Riz̤ā Ṣadr il «paradosso» della società iraniana del periodo, di cui i film di Karimi mettevano in luce l'arretrata condizione della donna condivisa da molti, riuscendo però a fare empatizzare gli spettatori col dramma di queste donne e permettersi un margine minimo di critica sociale, fenomeno letto da Ṣadr come prodromo dell'avvento politico dei riformisti iraniani pochi anni più tardi.
Il primo ruolo di Karimi al cinema è stato, all'età di 19 anni, nel film Arus (lett. "La sposa", 1991), dove interpretava la moglie di un parvenu che si scontra con il materialismo del marito. Il film è stato un successo al botteghino e l'ha resa immediatamente una stella in patria. È stata poi diretta da Dariush Mehrjui in altri due ruoli che ne avrebbero consolidato la statura di attrice: la moglie di un impiegato del ceto medio in Sara (1993), libero adattamento di Casa di bambola di Ibsen, per il quale avrebbe vinto la Concha de Plata alla migliore attrice al Festival di San Sebastián, e una studentessa universitaria in Parī (1995), tratto da Franny e Zooey di J. D. Salinger. In questi film si è distinta esprimendo spesso emozioni semplicemente attraverso gli occhi e impercettibili mimiche facciali.
A cavallo tra anni novanta e duemila ha recitato in ruoli più atipici e intraprendenti, specialmente in un trittico di film della regista Tahmine Milani, di cui è diventata l'alter ego. In Do zan (lett. "Due donne", 1999) ha interpretato una donna che rinuncia a una promettente carriera post-universitaria per volere del marito retrogrado, che è stata costretta a sposare per sfuggire a un uomo possessivo e violento: la pellicola è stata un caso cinematografico alla sua uscita in Iran. Nel successivo Nime-ye penhān (lett. "La metà nascosta", 2001), che ha causato un momentaneo arresto della regista per blasfemia, ha interpretato la moglie di un giudice che deve condannare a morte una criminale: per dissuaderlo, gli scrive una lettera, in cui confessa la sua militanza giovanile nel movimento comunista prima, durante e dopo la rivoluzione islamica. Infine, in Vākoneš-e panjom (lett. "La quinta reazione", 2003) è una vedova che lotta contro il suocero per la custodia dei suoi figli, avuti da un matrimonio d'amore mai approvato dalla famiglia del defunto marito.
Con l'arrivo del nuovo millennio è passata dietro la macchina da presa. Dopo aver diretto il documentario Dāštan va nadāštan (2001), prodotto da Abbas Kiarostami, ha esordito alla regia di un lungometraggio di finzione nel 2005 con Yek šab, presentato nella sezione Un Certain Regard del Festival di Cannes ed in concorso al Torino Film Festival.

## Filmografia

### Attrice (parziale)
- Arus, regia di Behruz Afkhami (1991)
- Sara (Sārā), regia di Dariush Mehrjui (1993)
- Parī, regia di Dariush Mehrjui (1995)
- Do zan, regia di Tahmine Milani (1999)
- Nime-ye penhān, regia di Tahmine Milani (2001)
- Vākoneš-e panjom, regia di Tahmine Milani (2003)
- Širin, regia di Abbas Kiarostami (2008)
- Un mercoledì di maggio (Čahāršanbe, 19 ordibehešt), regia di Vahid Jalilvand (2015)

### Regista e sceneggiatrice
- Dāštan va nadāštan – documentario (2001)
- Yek šab (2005)
- Čand ruz-e ba'd (2006)
- Sut-e pāyān (2011)
- Šift-e šab (2015)
- Atābay (2020)

### Produttrice
- La bambina segreta (Tā fardā), regia di Ali Asgari (2022)

## Riconoscimenti
Attrice
- Festival des 3 Continents
  - 1993 – Migliore attrice per Sara
- Festival internazionale del cinema di San Sebastián
  - 1993 – Migliore attrice per Sara
- Festival internazionale del cinema di Taormina
  - 1999 – Migliore attrice per Do zan
- Festival internazionale del cinema del Cairo
  - 2001 – Migliore attrice per Nime-ye penhān
- Festival internazionale del cinema di Bratislava
  - 2015 – Migliore attrice per Un mercoledì di maggio

Regista
- Festival di Cannes
  - 2013 – In concorso (Un Certain Regard) con Yek šab